# Jörn Walter (Stadtplaner)
Jörn Walter (* 23. Mai 1957 in Bremen) ist ein deutscher Stadtplaner. Er war von 1999 bis 2017 Oberbaudirektor von Hamburg und prägte in diesem Zeitraum die Stadtplanung der Hansestadt mit.

## Leben
Jörn Walter absolvierte nach dem Abitur 1976 in Frankfurt am Main und einem Studium der Raumplanung an der Universität Dortmund 1982 bis 1984 ein Städtebaureferendariat beim Regierungspräsidium und bei der Landeshauptstadt Düsseldorf.
Er war von 1985 bis 1991 Leiter des Amtes für Stadtentwicklung und Umwelt in Maintal, von 1991 bis 1999 Leiter des Stadtplanungsamtes in Dresden. Er lehrte an den Technischen Universitäten in Wien (Gastprofessur) und Dresden (mit Lehrauftrag).
Ab 1999 war Jörn Walter als Nachfolger von Egbert Kossak Oberbaudirektor in Hamburg. Der Oberbaudirektor ist der höchste technische Beamte der Stadt Hamburg, seine Amtszeit beträgt neun Jahre. Für die Besetzung der Stelle hatte Senator Willfried Maier eine sechsköpfige Findungskommission eingesetzt, die sich unter zwanzig Bewerbern für Walter entschied. Er wurde am 15. Dezember 1998 gewählt. Im November 2016 gab Walter bekannt, nicht für eine erneute Amtszeit über den März 2017 hinaus zur Verfügung zu stehen. Der damals 60-jährige Walter wünsche sich, dass das Amt in jüngere Hände übergehe. Im März 2017 ist Walter aus dem Dienst ausgeschieden, sein Nachfolger wurde Franz-Josef Höing.
Jörn Walter ist Honorarprofessor der HafenCity Universität Hamburg.
Neben seinem Beruf engagierte Walter sich unter anderem bei der Fachkommission Stadtplanung beim Deutschen Städtetag, seit 1999 ist er dort Mitglied des Bauausschusses. Er wurde 1994 in die Deutsche Akademie für Städtebau und Landesplanung berufen. Zudem beteiligte er sich an der 1997 in Kraft getretenen Novelle des Baugesetzbuches. Seit 2000 ist er Mitglied der Akademie der Künste Berlin-Brandenburg. Walter war seit 2012 Mitglied im Beirat der Bundesstiftung Baukultur, das Amt legte er nach seinem Ausscheiden aus dem aktiven Dienst nieder. Als Vize-Sektionsleiter Baukunst der Akademie der Künste Berlin wurde er 2021 von HG Merz abgelöst.

## Wirken
Während seiner Dresdner Zeit trieb Jörn Walter neben dem Flächennutzungsplan auch die Planungen für den innerstädtischen Landschaftsraum Ostragehege mit dem Messezentrum sowie für die Siemens-Chipfabrik voran.
In Hamburg ist er unter anderem maßgeblich an der Planung der HafenCity beteiligt, die sich inzwischen, inklusive der Elbphilharmonie, für die er sich entschieden einsetzte, zu großen Teilen in Bau befindet. Hier gab es jedoch zum Teil Kritik an der „Austauschbarkeit“ der Architektur, die Walter zurückwies.
Trotz des Regierungswechsels Ende 2001 zu einer Koalition aus CDU, FDP und Schill-Partei – wobei letztere mit Mario Mettbach den Bausenator stellte – blieb er genauso weiter im Amt wie unter der CDU-Alleinregierung ab 2004. Im Fokus seines Wirkens steht unter anderem die Elbinsel Wilhelmsburg, auf der nach der erfolgreichen Bewerbung unter der schwarz-grünen Regierung 2013 die Internationale Gartenschau und die Internationale Bauausstellung stattfand. Hierzu wurde unter seiner Ägide das Konzept „Sprung über die Elbe“ entworfen, mit dem die Innenstadt mit dem Süden der Hansestadt städtebaulich verbunden werden soll. Geplant und ausgeführt wird dort auch vermehrt Wohnhausbebauung.
Jörn Walter zählte zu den Befürwortern der inzwischen eröffneten Europa Passage. Ein weiteres wichtiges, mittlerweile realisiertes Projekt war die Umgestaltung des Spielbudenplatzes nahe der Reeperbahn. Hier setzte sich Walter zunächst für den öffentlich zum Teil kritisierten und schließlich nicht umgesetzten Entwurf des US-amerikanischen Künstlers Jeff Koons ein. Letztlich wurde hier ein ebenfalls von Walter mit ausgewähltes Konzept mit zwei Bühnen verwirklicht.
Zudem sprach Walter sich für einen Umzug der Zentralbibliothek der Hamburger Öffentlichen Bücherhallen in einen Neubau auf dem damaligen Domplatz (heute Hammaburg-Platz) aus. Dieses Konzept wurde nicht realisiert, offiziell aus finanziellen Gründen. Allerdings gab es auch öffentliche Kritik an dem Bauvorhaben. 2009 setzte sich Jörn Walter unter anderem im Stadtfernsehen Hamburg 1 für einen Umzug der Universität Hamburg auf den Kleinen Grasbrook ein, was inzwischen zu Gunsten einer groß angelegten Sanierung am bisherigen Standort im Grindelviertel zurückgenommen wurde.

## Auszeichnungen
- 1980: Schinkelpreis in der Fachsparte Städtebau
- 1998: Förderpreis Baukunst der Akademie der Künste Berlin
- 2012: BDA Hamburg Baukulturpreis
- 2019: Fritz-Schumacher-Preis[15]

## Schriften
- zusammen mit Peter Emmerich, Annette Friedrich: Städtebaulicher Rahmenplan, Großes Ostragehege und Umfeld. Dokumentation zum Stadtratsbeschluss. Landeshauptstadt Dresden, Stadtplanungsamt 1998
- Pläne Projekte Bauten Hamburg. Architektur und Städtebau in Hamburg 2005 bis 2015, ISBN 3-935455-99-2
- Der Masterplan für die HafenCity, in: Architektur in Hamburg, Junius-Verlag, Hamburg 2000.
- Öffentlicher Raum am Wasser, in: Wasser in der Stadt. Perspektiven einer neuen Urbanität, Berlin 2000, ISBN 3-88747-153-9.
- Mit Josef Hoormann, Engelbert Lütke-Daldrup: Internationaler Handel und regionale Beschäftigungseffekte, Dortmund 1983.